# ویسنته بولودا

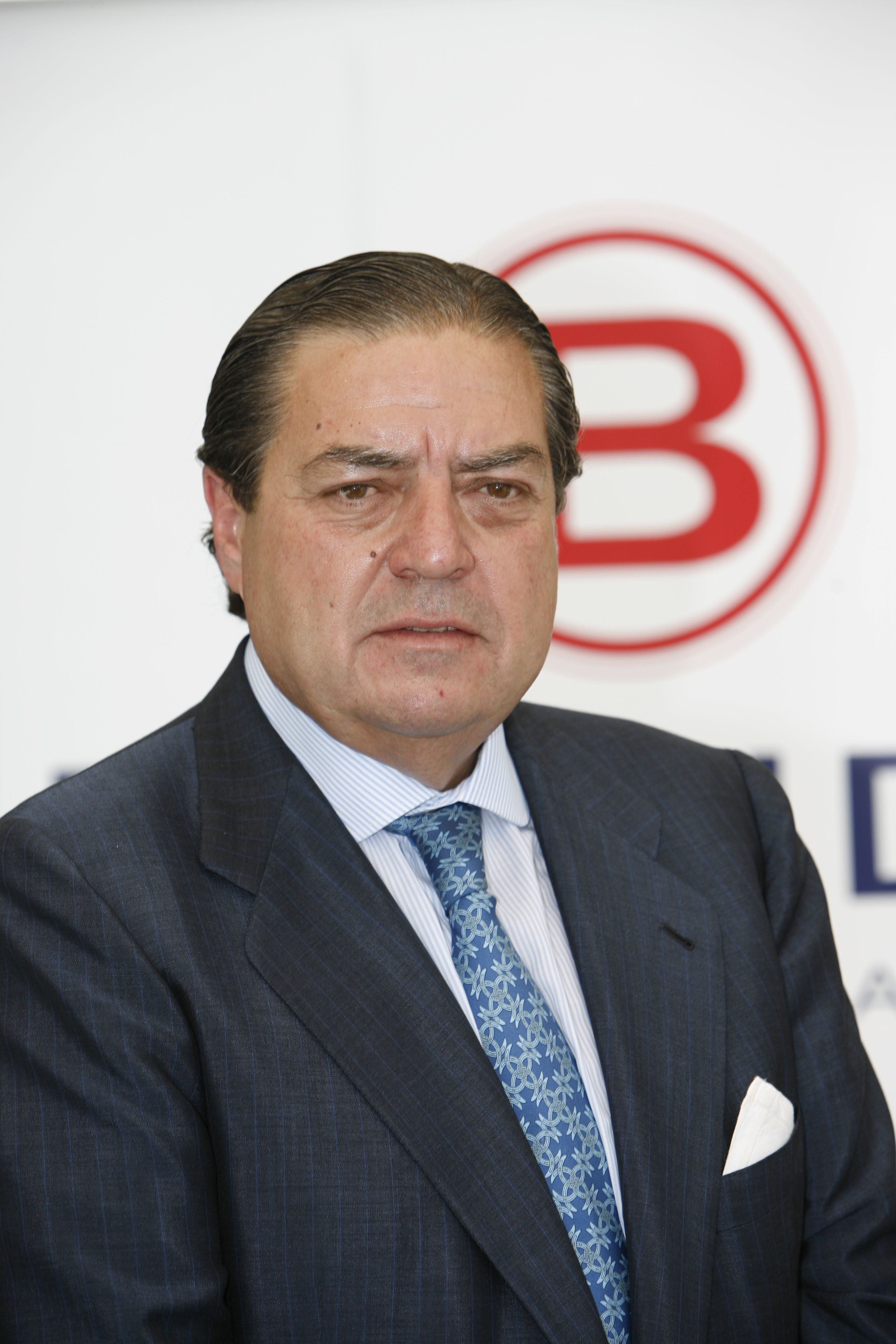
نگاره‌ای از ویسنته بولودا - ژوئیهٔ ۲۰۰۹

ویسنته بولودا (به اسپانیایی: Vicente Boluda) زادهٔ ۳۱ مارس ۱۹۵۵ (میلادی) در والنسیای اسپانیا است و از ۲۷ دی ماه ۱۳۸۷ به ریاست باشگاه ورزشی رئال مادرید منسوب شد.

## کار در رئال مادرید
او در ۲۷ دی ۱۳۸۷ (۱۶ ژانویه ۲۰۰۹) جایگزین رامون کالدرون مستعفی شد.